# Santi Mina
Santiago „Santi“ Mina Lorenzo (* 7. Dezember 1995 in Vigo) ist ein spanischer Fußballspieler. Er spielt auf der Position des Stürmers und ist aktuell vertraglos.

## Karriere

### Vereine
Mina begann seine Fußballkarriere in seiner Heimatstadt bei der Jugendabteilung von Celta Vigo und stieg zur Saison 2012/13 in die zweite Mannschaft von Celta Vigo auf, welche in der Tercera División spielte. Mit sieben Toren in 13 Spielen war er an dem Wiederaufstieg in die Segunda División B beteiligt.
Noch in der gleichen Saison unterschrieb Mina am 5. Januar 2013 einen Vertrag bis 2018 und debütierte am 16. Februar 2013 in der 1. Mannschaft und in der La Liga bei der 1:3-Niederlage gegen den FC Getafe. In der nächsten Saison am 16. September 2013 feierte er seine Tor-Premiere für die erste Mannschaft, als er beim Spiel gegen Athletic Bilbao den 2:3 entstand erzielte. Mit diesen Tor wurde er im Alter von 17 Jahren, 9 Monaten und 10 Tagen der jüngste Torschütze der ersten Mannschaft von Celta Vigo in der La Liga. Beim 6:1-Sieg gegen Rayo Vallecano am 11. April 2015 erzielte Mina vier Tore. Damit war er mit 19 Jahren der jüngste Spieler, dem dies in einer La-Liga-Partie gelang, und er war der erste Spieler seit 1979 von Celta Vigo mit vier erzielten Toren in einem Spiel.
Im Sommer 2015 verpflichtete ihn der FC Valencia. Mit den Blanquinegros qualifizierte er sich 2015/16 und 2018/19 für die UEFA Champions League. Zudem wurde er mit Valencia spanischer Pokalsieger in der Copa del Rey 2018/19. 2019 kehrte er zu Celta Vigo zurück. Im August 2022 wurde er nach Saudi-Arabien zu al-Shabab in Riad ausgeliehen.

## Nationalmannschaft
Für die spanischen Juniorennationalmannschaften absolvierte Mina insgesamt 15 Spiele und erzielte dabei ein Tor. In der U-18-Nationalmannschaft debütierte er am 29. Januar 2013, absolvierte  drei Spiele und erzielte ein Tor. Unter Trainer Julen Lopetegui debütierte Mina am 20. März 2013 für die U-19-Nationalmannschaft gegen Deutschland.

## Sexueller Missbrauch
Im Mai 2022 wurde Santi Mina zu einer vierjährigen Freiheitsstrafe wegen sexuellen Missbrauchs verurteilt. Er soll das Opfer, zu dem er ein freiwilliges sexuelles Verhältnis nicht abstreitet, 2017 in der Nähe einer Diskothek in einem Wohnwagen vergewaltigt haben.

## Erfolge
- Aufstieg in die Segunda División B: 2013 (mit Celta Vigo B)
- Spanischer Pokalsieger: 2019 (mit dem FC Valencia)